# 린샤 후이족 자치주
린샤 후이족 자치주(임하회족자치주, 중국어: 臨夏回族自治州, 병음: Línxià Huízú Zìzhìzhōu)는 중화인민공화국 간쑤성에 위치하는 후이족 자치주이다.

## 지리
린샤 주는 간쑤 성의 중심으로부터 남서쪽에 위치하며, 서쪽은 칭하이성에 접한다. 지형은 고지, 산악, 황토고원으로 이루어져 있다. 황하는 이 현의 북서부의 황토지대를 통과하여, 탁해진 황색이 된다. 평균 해발고도는 2,000m이다. 연평균 기온은 8℃이고, 서리가 내리지 않는 기간은 연간 155일에 지나지 않는다. 연간 강수량은 442mm로 반불모 지대이다.

## 역사
린샤는 청조부터 독특한 형태의 고리 안경으로 유명하다. 그것은 오늘 날에도 아직 생산되고 있다.

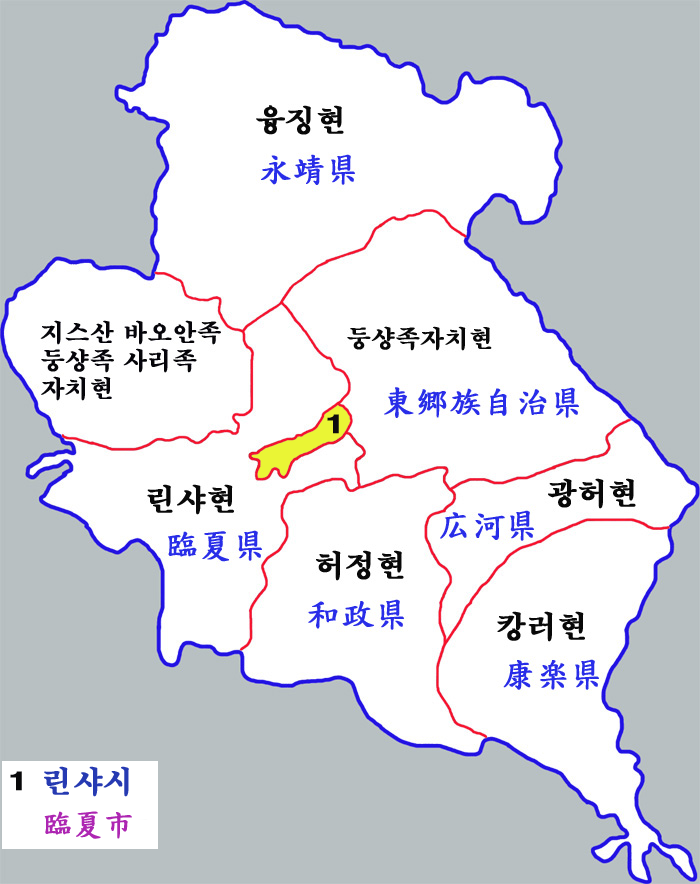
린샤후이족자치주 현급 행정구역도

## 행정 구역
1개의 현급시, 5개의 현, 2개의 자치현을 관할한다.
현급시
- 린샤 시(临夏市)

현(県)
- 린샤 현(临夏县)
- 캉러 현(康乐县)
- 융징 현(永靖县)
- 광허 현(广河县)
- 허정 현(和政县)

자치현
- 둥샹족 자치현(东乡族自治县)
- 지스산 바오안족 둥샹족 사라족 자치현
(积石山保安族东乡族撒拉族自治县)

## 경제
2002년의 GDP(국민 총생산)는 전년보다 10.7%증가한 33억 위안이었고 1인당 GDP는 전년대비 9.9% 성장한 1,778 위안이었다. 농업, 수공업, 건재, 금융, 수력 발전, 관광이 주요한 산업이다. 특히 린샤 시는 란저우의 바로 남쪽에 있기 위해 주의 상업·물류·공업의 중심이 되고 있다.

## 관광
린샤는 자연과 문화를 타고난 지역이다. 주의 북부 황하가 흐르는 융징 현에는 리이쟈샤 댐(劉家峡)과 그것으로 인해 생긴 거대한 저수지가 있다. 용징은 또 석굴 불화와 불상으로 유명한 병령사를 여행하는 출발점이기도 하다. 울퉁불퉁 말라비틀어진 황무지와 같은 지형에는 화석이 풍부하게 있고, 이곳에 공룡 테마파크의 건설이 제안되고 있다. 많은 회교 사원과 사원은 린샤 지역 내 어디서든 볼 수 있다. 타이쯔산 자연풍경구(太子山自然風景区)에서는 아름다운 산의 풍경을 볼 수 있다. 2002년에 이러한 관광지에는 40만의 관광객(20%증가)이 방문해 1억 1000만 위엔의 경제 효과가 있었다.
린샤는 또 란저우로부터 샤허(夏河)의 라브랑사(拉卜楞寺) 등 간쑤 남부의 티베트족 지역 여행의 숙박지가 되고 있다.